# Сейменій-Міч
Сейменій-Міч (рум. Seimenii Mici) — село у повіті Констанца в Румунії. Входить до складу комуни Сеймень.
Село розташоване на відстані 156 км на схід від Бухареста, 50 км на північний захід від Констанци, 117 км на південь від Галаца.

## Населення
За даними перепису населення 2002 року у селі проживали 908 осіб, з них 906 осіб (99,8%) румунів. Усі жителі села рідною мовою назвали румунську.